# Maesobotrya barteri
Maesobotrya barteri är en emblikaväxtart som först beskrevs av Henri Ernest Baillon, och fick sitt nu gällande namn av John Hutchinson. Maesobotrya barteri ingår i släktet Maesobotrya och familjen emblikaväxter.

## Underarter
Arten delas in i följande underarter:
- M. b. barteri
- M. b. sparsiflora